# 塘福懲教所
塘福懲教所（英語：Tong Fuk Correctional Institution）是香港懲教署轄下的一所中度設防的懲教所，位於新界大嶼山南部的塘福蔴埔坪道31號。該所始建於1966年，原為塘福監獄，後來改為蔴埔坪戒毒所，及後再分為蔴埔坪監獄及塘福中心，最終兩者於2010年2月25日合併，並改爲今名，現收容男性成年犯人，最大收容額為925名。塘福懲教所（及其前身）啟用以來，發生幾宗犯人騷亂事件，也有其職員相關爭議。其中2019年的周年體能測試造假風波，更引起立法會議員的關注，亦令時任主管被調離懲教所。

## 歷史
塘福懲教所的歷史，可追溯至1950年代後期。當時懲教署前身——監獄署鑑於赤柱監獄等設施日漸擠迫，需要物色地方增加收容額。當時大嶼山南部的石壁水塘正在興建，監獄署便選定附近的塘福作為新監獄所在地，這個計劃於1966年完成，開始接收三年或以下刑期的犯人，是為塘福監獄。該監獄也是繼芝麻灣監獄後第二間沒有鐵絲網圍牆的開放式監獄，犯人能在職員帶領下走出倉門工作。1972年，塘福監獄被改為提供強制戒毒治療的蔴埔坪戒毒所，翌年又將裡面部分地方闢作勞役中心。1978年因應香港越南船民問題，改為供越南船民入住的難民營。其後這兩間院所皆被改回作監獄用途，更名為蔴埔坪監獄及塘福中心。由於兩間院所一直共用入口及部分設施，為管理運作需要，懲教署於2010年決定將兩者合併，並於2月25日正式生效。

## 事件

### 犯人騷亂
1970年12月27日，塘福監獄爆發騷亂，當時約500名犯人打破監獄門窗玻璃，並挾持一名獄警並毆打，驚動時任監獄署長白傑德和過百名防暴警察趕到監獄以試圖平息事件，結果犯人與獄方經過談判後達成協議，騷亂結束，而該名被挾持獄警則受傷送院。
1998年7月27日，蔴埔坪監獄發生騷亂及職員打犯人事件，事源一名中國大陸犯人在當日清晨襲擊另一名本地犯人，而本地犯人也擬在黃昏採取集體行動報復，署方在收到消息後亦同時派員和準備警棍及盾牌戒備。到黃昏六點半，約百名犯人開始朝一群大陸犯人方向行走，在場職員見狀立刻命令犯人散開，並聯成防線制止，期間本地犯人企圖襲擊職員搶奪警棍，職員於是使用警棍鎮壓並向犯人使用武力，情況才能受控。事件最終造成19名犯人受傷（另有兩名懲教職員受傷），部分人向懲教署和警方投訴相關職員對其使用不必要武力。三日後，懲教署長下令成立調查委員會，調查方向集中在職員使用武力一事，委員會花約一個月完成調查，並建議分別對表現不足和行為受質疑的懲教職員作出警告和紀律處分，同時需對涉事犯人進行紀律聆訊。
2004年2月23日，蔴埔坪監獄有30名犯人在籃球場集體毆鬥，其後引起近百人騷動。有10名犯人最初被控毆鬥，但因懲教職員無進行正式認人手續，故此他們在翌年8月9日被裁定罪名不成立。

### 職員相關爭議
2017年7月，塘福懲教所內有數十隻貓被帶到梅窩和石壁水塘一帶遺棄，事件被一名職員向立法會議員梁耀忠舉報並揭發。梁耀忠在收到投訴後，去信予時任懲教署長邱子昭要求跟進及徹查，最後獲署方答應暫停棄貓。藝員黃秋生亦評論事件並批評下令棄貓者「唔愛貓就唔愛貓啦，講咁多廢話做乜？」。
2019年5月27日，香港01刊登報導，揭發塘福懲教所在3至4月的職員周年體能測試當中，並無任何人出席，又引述一名職員指實際大部分考生是由體育教練代為簽到及紀錄成績，懲教署回覆事件，卻指出相關測試已如期舉行，因此引起「造假」風波。立法會議員陳克勤和葉劉淑儀都促請懲教署盡快調查，而林卓廷則認為相關職員已觸犯公職人員行為失當、串謀詐騙及行使虛假文書等刑事罪行，並已去信廉政公署報案。之後，香港01繼續刊登相關新聞，指出時任主管潘文禧在測試當時亦無現身試場，但接受記者查詢時卻指自己有考試，不過他在事件被揭發後的5月31日，被署方勒令翌日起休假接受調查，之後會被調職。香港01就事件刊登社論，批評懲教署作為紀律部隊卻表現欠缺紀律，也反映署方制度崩壞及不可靠。

### 其他
2019年反對逃犯條例修訂草案運動中發生的陳彥霖死亡事件引起輿論爭議。自稱的「陳彥霖母親」何女士在無綫新聞10月17日的《六點半新聞報道》現身，除表示陳彥霖是死於自殺外，亦透露她曾在8月到塘福懲教所探訪其男友，離開後情緒失控，也襲擊到場處理的女警，故此被判入女童院，不認同陳的死和反修例風波有關。

## 外部連結
- 懲教署：塘福懲教所（页面存档备份，存于）